# Marche nuptiale
 (février 2011).
Si vous disposez d'ouvrages ou d'articles de référence ou si vous connaissez des sites web de qualité traitant du thème abordé ici, merci de compléter l'article en donnant les références utiles à sa vérifiabilité et en les liant à la section « Notes et références ».
La marche nuptiale est un genre musical utilisé pour accompagner l'entrée dans et/ou la sortie de l'église (ou autre lieu où se déroule la cérémonie), lors des mariages en Occident.
Elle est généralement jouée à l'orgue, à moins de disposer d'un instrumentarium plus développé.
Beaucoup de compositeurs, principalement des organistes, ont écrit des marches nuptiales : on peut ainsi citer celles, pour orgue, de Louis Vierne, Émile Bourdon, Alexandre Guilmant, Jean Langlais, Felix Mendelssohn, Camille Saint-Saëns.

## «La» Marche nuptiale
Deux marches nuptiales sont les plus couramment utilisées. Elles n'ont pas originellement été écrites pour l'orgue : on en trouve de nombreuses transcriptions. Ce sont :

### LaMarche nuptialede Felix Mendelssohn
Il s'agit du septième numéro du Songe d'une nuit d'été, op. 61 (1843), une musique de scène composée par Mendelssohn pour une reprise, au XIXe siècle, de la comédie féérique éponyme de William Shakespeare (1594-1595). Cette marche, écrite pour orchestre, a ensuite été utilisée pour le mariage de la princesse Vicky, la fille ainée de la reine Victoria avec le prince Frédéric III de  Prusse, le 25 janvier 1858. Son utilisation par Erich Wolfgang Korngold pour la musique du film Le Songe d'une nuit d'été (1935), l'un des premiers films mis en musique, l'a rendue encore plus populaire.

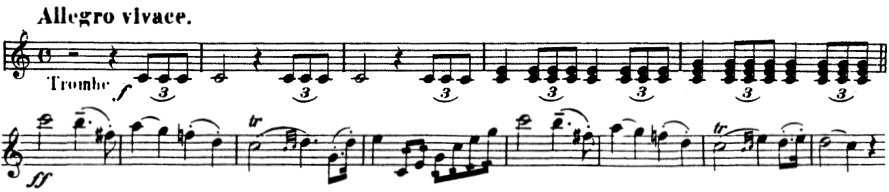
Thème de la Marche nuptiale de Felix Mendelssohn (sur une portée).

### LaMarche nuptialede Richard Wagner
Parfois appelée Marche des fiançailles (ou des fiancés) car il s'agit en fait du Chœur des fiançailles de l'opéra Lohengrin (1850), acte III, scène 1. Richard Wagner s'est inspiré d'un air préexistant pour composer sa marche. Dans le contexte théâtral, le chœur intervient après le mariage à l'église d'Elsa et de Lohengrin, au moment où tous deux entrent dans la chambre nuptiale : « Treulich geführt ziehet dahin, wo euch der Segen der Liebe bewahr ! » (« Fidèlement conduits, allez votre chemin, où la bénédiction de l'amour vous garde ! »). Leur mariage s'effondrera avant la fin de l'acte.

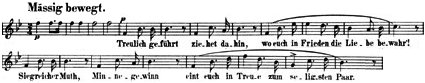
Thème du Chœur des fiançailles de Richard Wagner

On utilise souvent l'une ou l'autre, mais aussi couramment les deux dans la même cérémonie ; traditionnellement celle de Wagner est jouée à l'entrée et celle de Mendelssohn en sortie : la première étant d'un caractère plus solennel (et peut-être aussi à cause de son titre), la seconde étant d'un tempo plus vif.
En France, l'usage croissant de ces deux marches nuptiales, ainsi que les « traditions », réelles ou supposées (manière d'entrer dans l'église, etc.), qui y sont souvent rattachées, semblent directement liés à l'influence du cinéma américain. Il est aussi courant que, lors des mariages civils célébrés en mairie, celle de Mendelssohn soit diffusée (en version orchestrale) à la fin de chaque cérémonie.
Aux États-Unis, certaines églises (et notamment l'Église catholique romaine) proscrivent l'usage de ces deux marches nuptiales, jugeant (d'après le contexte théâtral originel de ces œuvres) qu'elles n'ont pas leur place dans leurs cérémonies.
Dans les temps modernes, plusieurs compositeurs américains ont écrit des marches nuptiales pour une utilisation spécifique lors des cérémonies de mariage interconfessionnel, notamment John Serry Sr. (1915-2003). Certains couples de mariés préfèrent des œuvres dévotionnelles comme l'Ave Maria de Bach/Gounod ou d'Offenbach.

## Utilisation dans d'autres œuvres
Sauf indication contraire ou complémentaire, les informations mentionnées dans cette section proviennent du générique de fin de l'œuvre audiovisuelle présentée ici.
- 1940 : Orgueil et Préjugés de Robert Z. Leonard
- 1967 : Le Lauréat de Mike Nichols
- 1980 : Le Roi et l'Oiseau de Paul Grimault
- 2004 : Les Désastreuses Aventures des orphelins Baudelaire de Brad Silberling
- 2005 : Les Poupées russes de Cédric Klapisch
- 2006 : Souris City
- 2010 : Pièce montée de Denys Granier-Deferre
- 2011 : Les Neiges du Kilimandjaro de Robert Guédiguian
- 2017 : Jour J de Reem Kherici
- 2019 : Wedding Nightmare de Tyler Gillett et Matt Bettinelli-Olpin
- 2019 : La Fin de l'été de Hélène Angel

## Partitions
- « Catégorie « Marche nuptiale » » (partition libre de droits), sur l'IMSLP.
- « Lohengrin, dont est tirée la Marche nuptiale de Wagner » (partition libre de droits), sur l'IMSLP.
- « Le Songe d'une nuit d'été, dont est tirée la Marche nuptiale de Mendelssohn » (partition libre de droits), sur l'IMSLP.
- « Marche nuptiale de Vierne » (partition libre de droits), sur l'IMSLP.